# Giovanni Giannetti
Pour les articles homonymes, voir Giannetti.
Giovanni Giannetti, né le 25 mars 1869 à Naples et mort le 10 décembre 1934 à Rio de Janeiro, est un compositeur italien.

## Biographie
Giovanni Giannetti fait ses études musicales dans sa ville ainsi qu'à Trieste et à Vienne. Son deuxième opéra est créé au Teatro  Bellini de Naples, mais ne rencontre qu'un succès modeste. De 1912 à 1913, il devient directeur du Liceo musicale de Sienne. En 1915, il emménage à Rome et en 1920 devient directeur musical du Teatro dei Piccoli et avec lequel il fait des tournées en Europe et en Amérique du Sud.

## Œuvres

### Opéras
- L'Erebo (création : Naples, 9 avril 1891)
- Padron Maurizio (création : Naples, 26 septembre 1896)
- Milena (création : Naples, 15 novembre 1897)
- Il violinaro di Cremona (création : Milan, 23 novembre 1898)
- Don Marzio (création : Venise, 2 mars 1903)
- Il Cristo alla festa di Purim (création : Rio de Janeiro, 16 décembre 1904)
- Il Nazareno (création : Buenos Aires, 20 janvier 1911)
- La Serenata di Pierrot, pantomime (création : Rome, 18 avril 1917)
- Cuore e bautte (création : Rome, 5 juin 1918)
- Il Principe Re, opérette (création : Rome, 7 juillet 1920)